# Canton de Narbonne-Ouest
Le canton de Narbonne-Ouest est une ancienne division administrative française située dans le département de l'Aude.

## Géographie
Ce canton était organisé autour de Narbonne dans l'arrondissement de Narbonne. Son altitude variait de 0 m (Narbonne) à 285 m (Narbonne) pour une altitude moyenne de 19 m.

## Histoire
Le canton a été créé en 1973 en divisant en trois l'ancien canton de Narbonne.

## Représentation
| Période | Période      | Identité       | Étiquette                     | Qualité |
| ------- | ------------ | -------------- | ----------------------------- | --- |
| 1890    | 1892         | M. Labadié     | Républicain Progressiste      | |
| 1892    | 1913         | Félix Aldy     | Socialiste puis SFIO          | Avocat puis magistrat Adjoint au maire de Narbonne Député (1902→1919)                                                                                      |
| 1919    | 1921 (décès) | Ernest Ferroul | POF puis SFIO                 | Docteur en médecine Député (1888→1893 et 1899→1902) Maire de Narbonne (1891→1892, 1894→1897, 1900 et 1902→1921) Directeur du journal La République sociale |
| 1922    | 1929         | Paul Vidal     | Socialiste autonome puis SFIO | Industriel et marchand d'engrais |
| 1929    | 1931         | Léon Blum      | SFIO                          | Homme de lettres et juriste Député de la Seine (1919→1928) Député de l'Aude (1929→1941)                                                                    |
| 1931    | 1940         | Eugène Montel  | SFIO                          | Instituteur à Narbonne |
| 1945    | 1964         | Aimé Huc       | SFIO puis PSU                 | Viticulteur, 1er adjoint au maire de Narbonne (1948-1959)                                                                                                  |
| 1964    | 1973         | Marcel Souquet | SFIO puis PS                  | Employé SNCF Sénateur (1968→1980) adjoint au maire de Narbonne (1953→1971)                                                                                 |

| Période | Période | Identité           | Étiquette | Qualité                                                                        |
| ------- | ------- | ------------------ | --------- | ------------------------------------------------------------------------------ |
| 1973    | 1982    | Marcel Souquet     | PS        | Employé SNCF Sénateur (1968→1980) Adjoint au maire de Narbonne (1953→1971)     |
| 1982    | 2001    | Roland Courteau    | PS        | Instituteur, sénateur (1980→2020) Vice-président du Conseil général            |
| 2001    | 2015    | Anne-Marie Jourdet | PS        | Ancienne Conseillère municipale de Narbonne Vice-présidente du Conseil général |

## Composition
Le canton de Narbonne-Ouest se composait d’une fraction de la commune de Narbonne et de huit autres communes. Il comptait 28 624 habitants (population municipale) au 1er janvier 2012.
| Nom                     | Code Insee | Intercommunalité                               | Population (dernière pop. légale)               |
| ----------------------- | ---------- | ---------------------------------------------- | ----------------------------------------------- |
| Narbonne (chef-lieu)    | 11262      | CA Grand Narbonne                              | Fraction : 19 210(2012) Commune : 52 855 (2014) |
| Bizanet                 | 11040      | CA Grand Narbonne                              | 1 558 (2014)                                    |
| Canet                   | 11067      | CC Région Lézignanaise, Corbières et Minervois | 1 671 (2014)                                    |
| Marcorignan             | 11217      | CA Grand Narbonne                              | 1 252 (2014)                                    |
| Montredon-des-Corbières | 11255      | CA Grand Narbonne                              | 1 457 (2014)                                    |
| Moussan                 | 11258      | CA Grand Narbonne                              | 1 838 (2014)                                    |
| Névian                  | 11264      | CA Grand Narbonne                              | 1 270 (2014)                                    |
| Raissac-d'Aude          | 11307      | CA Grand Narbonne                              | 242 (2014)                                      |
| Villedaigne             | 11421      | CA Grand Narbonne                              | 496 (2014)                                      |

## Démographie
| 1975 | 1982 | 1990   | 1999   | 2006   | 2011   | 2012   |
| ---- | ---- | ------ | ------ | ------ | ------ | ------ |
| -    | -    | 20 526 | 21 459 | 24 356 | 27 596 | 28 624 |